# 禎明
禎明（587年正月—589年正月）是南朝陳政權，陳後主陈叔宝的年号，共计2年。
祯明元年春正月戊寅，诏曰：
“柏皇、大庭，鼓淳和于曩日，姬王、嬴后，被浇风于末载，刑书已铸，善化匪融，礼义既乖，奸宄斯作。何其淳朴不反，浮华竞扇者欤？朕居中御物，纳隍在眷，频恢天网，屡绝三边，元元黔庶，终罹五辟。盖乃康哉寡薄，抑焉法令滋章。是用当宁弗怡，矜此向隅之意。今三元具序，万国朝辰，灵芝献于始阳，膏露凝于聿岁，从春施令，仰乾布德，思与九有，惟新七政。可大赦天下，改至德五年为祯明元年。”

## 大事记
- 禎明二年（公元588年10月），隋文帝杨坚令其子杨广统御九军进攻陈朝，并在公元589年正月二十日击败陈后主。
- 番禺王仲宣聚眾叛亂。
- 杭州城開始建造

## 出生
- 柴紹，凌煙閣二十四功臣之一，娶唐高祖女平陽昭公主為妻。

## 逝世
- 十二月，莫何可汗，東突厥汗國首領，沙缽略可汗之弟。

## 纪年
| 禎明 | 元年  | 二年  | 三年  |
| ---- | ----- | ----- | ----- |
| 公元 | 587年 | 588年 | 589年 |
| 干支 | 丁未  | 戊申  | 己酉  |

## 參看
- 中国年号列表
- 同期存在的其他政权年号
  - 广运（586年正月—587年九月）：西梁政權梁後主萧琮的年号
  - 开皇（581年二月—600年十二月）：隋朝政权隋文帝杨坚年号
  - 延昌（561年—601年）：高昌政权麴固年号
  - 建福（584年—634年）：新羅真平王的年號